# Deogaon
Deogaon és una vila de Maharashtra al nord-oest d'Ellichpur.
S'hi va firmar el tractat de Deogaon el 17 de desembre de 1803, pel qual Raghuji Bhonsle II de Nagpur que havia estat derrotat a Laswari pels britànics cedia a aquestos la província de Cuttack incloent Balasore i tots els territoris a l'oest dels rius Wards.